# Leonów (powiat płocki)
Leonów – wieś w Polsce, położona w województwie mazowieckim, w powiecie płockim, w gminie Słubice.
W skład sołectwa Zyck Nowy-Leonów wchodzą wsie Zyck Nowy i Leonów.
| SIMC    | Nazwa       | Rodzaj    |
| ------- | ----------- | --------- |
| 0575380 | Wolska Niwa | część wsi |

W latach 1975–1998 miejscowość należała administracyjnie do województwa płockiego.
Podczas powodzi 23 maja 2010 doszło do przerwania wału przeciwpowodziowego na Wiśle w Świniarach. Cała miejscowość została zalana i ewakuowana.